# Universidade de Antananarivo
Universidade de Antananarivo (em francês:  Université d'Antananarivo) é a primeira universidade pública de Madagascar, localizada na capital Antananarivo.